# Meister der Sibylle
Meister der Sibylle (französisch Maître de la Sibylle) war ein Notname, der einem Stecher einer Gruppe von Kupferstichen gegeben wurde, bis diese als Werke des Kupferstechers und Monogrammisten Meister E. S. erkannt wurden. Die um 1460 entstandene Reihe von Stichen enthält eine Darstellung der Sibylle von Tibur, die dem Kaiser Augustus seine Vision der Geburt Christi erklärt. Der Stich findet sich heute im Louvre in Paris. Dieses und die anderen Werke der Reihe gelten wegen ihrer ansonsten den anderen Werken noch nicht gleichkommenden Kunstfertigkeit als ein Frühwerk des Meisters E. S.
Nicht zu verwechseln ist dieser Meister der Sibylle mit einem ebenfalls mit einem Notnamen bezeichneten gotischen Maler, dem Meister der Tiburtinischen Sibylle.